# Detentos do Rap
Detentos do Rap é grupo de rap brasileiro formado em 1994 por quatro integrantes condenados e presos na Casa de Detenção de São Paulo, na cidade de São Paulo, mais conhecida como Carandiru.
Surgido num contexto do surgimento de uma cena de rap em presídios, como também o grupo 509-E, o Detentos do Rap passou a produzir suas músicas ainda na década de 1990 e abordavam a violência e as condições precárias dos presídios. O primeiro álbum do grupo, intitulado Apologia ao Crime, foi lançado em 1998 pela gravadora Fieldzz. Foi gravado dentro da Casa de Detenção, num estúdio móvel. A coletiva de imprensa também ocorreu dentro do presídio.
Mano Reco chega pra somar no segundo álbum, intitulado O Pesadelo Continua, que vendeu 20 mil cópias. O vocalista do grupo Denison Vertelo, conhecido como Mano Reco, após lançar junto com o Detentos do Rap os álbuns Quebrando as Algemas do Preconceito, Ao Vivo, e Amor... Só de Mãe o Resto é Puro Ódio, converteu-se a uma igreja evangélica e deixou o grupo para seguir carreira solo com músicas no segmento evangélico. Posteriormente, Mano Reco retorna ao grupo e no final de 2010 lançam o seu sétimo álbum.
Em 2012, como uma das bandas de rap mais notórias do Brasil, o grupo gravou o DVD ao vivo Eternamente, com as participações de Mano Brown, Dexter e a banda Detonautas Roque Clube.

## Discografia
| Ano  | Título                                |
| ---- | ------------------------------------- |
| 1998 | Apologia ao Crime                     |
| 1999 | O Pesadelo Continua                   |
| 2001 | Quebrando as Algemas do Preconceito   |
| 2003 | Ao Vivo                               |
| 2004 | Amor... Só de Mãe o Resto é Puro Ódio |
| 2006 | Deus do Morro                         |
| 2010 | O Juiz + Justo é o Tempo              |
| 2012 | Eternamente                           |